# Сторожев, Сергей Леонидович
Серге́й Леони́дович Сто́рожев (укр. Сергій Леонідович Сторожев; 9 июля 1980, Кривой Рог, Днепропетровская область — декабрь 2024) — украинский футболист, выступавший на позицях полузащитника и нападающего

## Биография
С детского возраста занимался футболом в ДЮСШ «Кривбасс-84». В 1998 году подписал первый профессиональный контракт с «Кривбассом». За основную команду криворожан дебютировал в высшей лиге 8 августа 1998 года, на 82-й минуте домашнего матча против донецкого «Металлурга» выйдя на замену вместо Ореста Атаманчука. В главной команде «Кривбасса» закрепиться не смог, всего отыграв за неё 3 матча в чемпионате Украины, в сезонах 1998/99 и 1999/00, в которых коллектив завоевал бронзовые награды турнира. Значительно больше времени проводил в «Кривбассе-2» во Второй лиге, став рекордсменом команды, по количеству отыгранных матчей.
В 2001 году стал игроком золочевского «Сокола», цвета которого защищал на протяжении полугода во Второй лиге. Сезон 2001/02 провёл в сумском клубе «Фрунзенец-Лига-99». В 2002 вернулся в родной Кривой Рог, где выступал за местный «Горняк», сначала в любительских турнирах, а после 2004 года — во Второй лиге. Последний матч на профессиональном уровне провёл в 2006 году.
Завершив выступления работал электрогазосварщиком. С началом российского вторжения в Украину вступил в ряды Вооружённых сил Украины и почти три года находился на фронте. За время пребывания на передовой у Сергея обострилось хроническое заболевание, из-за чего он попал в больницу, где и умер в конце 2024 года

## Достижения
- Бронзовый призёр чемпионата Украины (2): 1998/99, 1999/00